# Röjdtjärnen (Bjurholms socken, Ångermanland)
Röjdtjärnen är en sjö i Bjurholms kommun i Ångermanland och ingår i Öreälvens huvudavrinningsområde.